# Desmodorella filispiculum
Desmodorella filispiculum is een rondwormensoort. De wetenschappelijke naam van de soort is voor het eerst geldig gepubliceerd in 1976 door Lorenzen.